# King (Wisconsin)
King ist eine Siedlung auf gemeindefreiem Gebiet im Waupaca County im US-amerikanischen Bundesstaat Wisconsin. Zu statistischen Zwecken ist der Ort zu einem Census-designated place (CDP) zusammengefasst worden. Im Jahr 2010 hatte King 1750 Einwohner.
Benannt wurde der Ort nach dem General und Schriftsteller Charles King (1844–1933).

## Geografie
King liegt im mittleren Nordosten Wisconsins, rund 60 km westnordwestlich des Lake Winnebago und rund 100 km westsüdwestlich der Green Bay des Michigansees. Der Ort liegt südlich des Waupaca River, der über den Wolf River und den Fox River zum Einzugsgebiet des Michigansees gehört.
Die geografischen Koordinaten von King sind 44°20′15″ nördlicher Breite und 89°08′30″ westlicher Länge. Die Siedlung erstreckt sich über eine Fläche von 6,02 km² und ist die größte Ortschaft in der Town of Farmington.
Nachbarorte von King sind Waupaca (an der östlichen Ortsgrenze) und Chain O’ Lakes (an der westlichen Ortsgrenze).
Die nächstgelegenen größeren Städte sind Green Bay am Michigansee (99 km ostnordöstlich), Appleton (66 km ostsüdöstlich), Wisconsins größte Stadt Milwaukee (200 km südsüdöstlich), Chicago in Illinois (350 km in der gleichen Richtung), Wisconsins Hauptstadt Madison (158 km südlich), Eau Claire (225 km westnordwestlich), die Twin Cities in Minnesota (360 km in der gleichen Richtung), Wausau (99 km nordwestlich), Duluth am Oberen See in Minnesota (458 km in der gleichen Richtung) und Sault Ste. Marie in der kanadischen Provinz Ontario (548 km nordöstlich, gegenüber von Sault Ste. Marie, Michigan).

## Verkehr

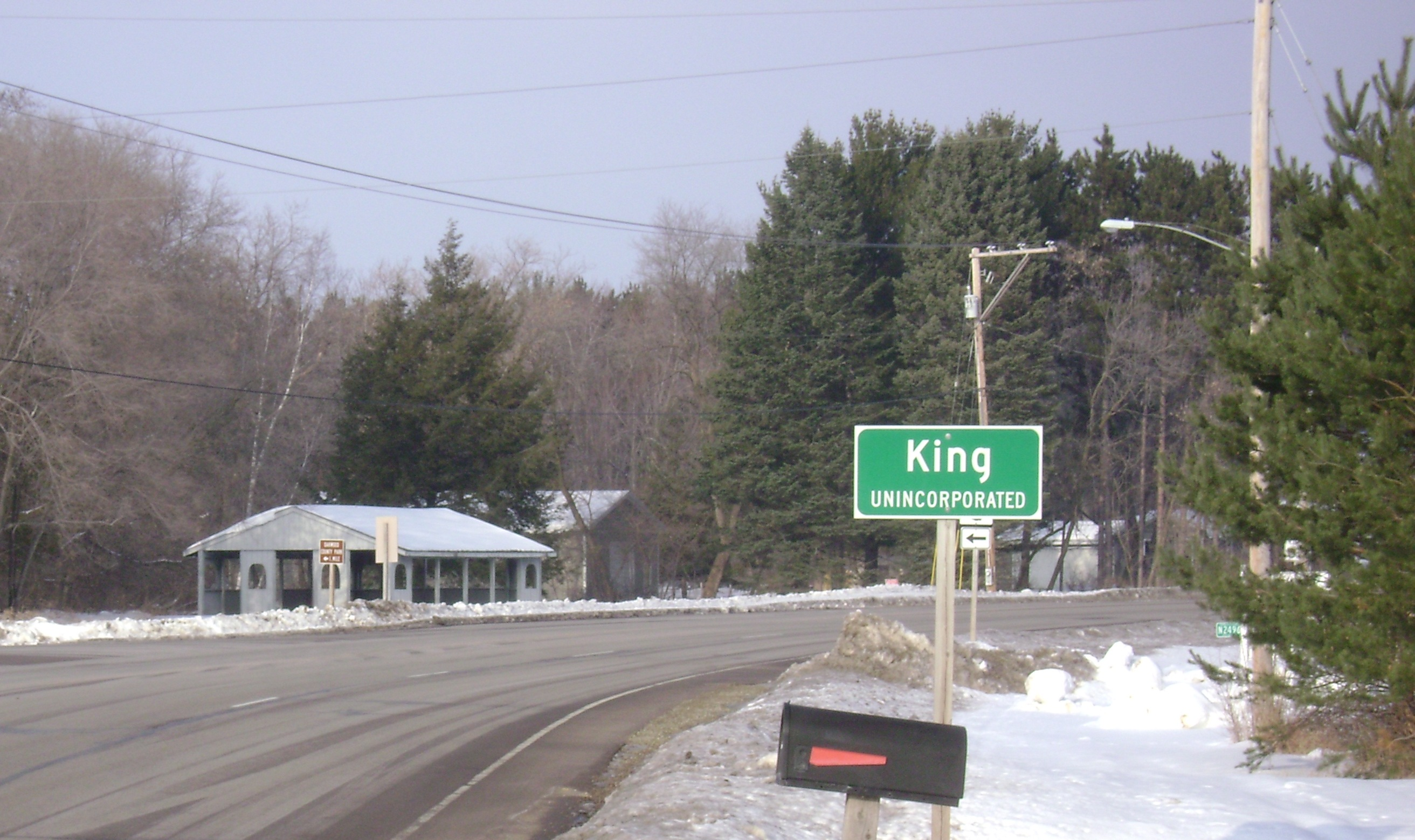
WIS 22 in King

Der Wisconsin State Highway 22 bildet den südöstlichen Ortsrand von King. Der County Highway QQ verläuft in Nordost-Südwest-Richtung durch das Zentrum des Ortes. Alle weiteren Straßen sind untergeordnete Landstraßen, teils unbefestigte Fahrwege sowie innerörtliche Verbindungsstraßen.

Mit dem Waupaca Municipal Airport befindet sich 11 km östlich ein kleiner Flugplatz. Die nächsten Verkehrsflughäfen sind der Austin Straubel International Airport von Green Bay (90 km ostnordöstlich), der Outagamie County Regional Airport bei Appleton (60 km östlich) und der Central Wisconsin Airport bei Wausau (79 km nordwestlich).

## Bevölkerung
Nach der Volkszählung im Jahr 2010 lebten in King 1750 Menschen in 452 Haushalten. Die Bevölkerungsdichte betrug 290,7 Einwohner pro Quadratkilometer. In den 452 Haushalten lebten statistisch je 2,32 Personen.
Ethnisch betrachtet setzte sich die Bevölkerung zusammen aus 98,0 Prozent Weißen, 0,5 Prozent Afroamerikanern, 0,5 Prozent amerikanischen Ureinwohnern, 0,2 Prozent Asiaten sowie 0,6 Prozent aus anderen ethnischen Gruppen; 0,3 Prozent stammten von zwei oder mehr Ethnien ab. Unabhängig von der ethnischen Zugehörigkeit waren 2,0 Prozent der Bevölkerung spanischer oder lateinamerikanischer Abstammung.
13,0 Prozent der Bevölkerung waren unter 18 Jahre alt, 45,4 Prozent waren zwischen 18 und 64 und 41,6 Prozent waren 65 Jahre oder älter. 38,2 Prozent der Bevölkerung waren weiblich.
Das mittlere jährliche Einkommen eines Haushalts lag bei 50.352 USD. Das Pro-Kopf-Einkommen betrug 25.380 USD. 14,8 Prozent der Einwohner lebten unterhalb der Armutsgrenze.

## Bekannte Bewohner
- Eddie Russo (1925–2012) – Autorennfahrer – starb in King